# Guido Rodríguez
Guido Rodríguez, född 12 april 1994, är en argentinsk fotbollsspelare (mittfältare) som spelar för West Ham United. Han spelar även för Argentinas landslag.

## Klubbkarriär
Den 6 augusti 2024 värvades Rodríguez av Premier League-klubben West Ham United.

## Landslagskarriär
Rodríguez debuterade för Argentinas landslag den 9 juni 2017 i en träningslandskamp mot Brasilien, där han blev inbytt i den 69:e minuten mot Paulo Dybala.